# 缪播
缪播（3世纪—309年），字宣则，東海郡蘭陵縣人（今山东省兰陵县）。西晋官員。繆襲之孙，光禄大夫缪悦之子。
晋惠帝时，缪播为司空高密王司马泰祭酒，转任皇太弟司马炽中庶子。依附东海王司马越，得到司马越的信任。河间王司马颙挟持惠帝到长安，东海王司马越将起兵奉迎，派他劝说司马颙，送惠帝还都洛阳，再劝司马颙斩张方以谢天下。缪播随惠帝返回洛阳。晋怀帝司马炽即位，转任给事黄门侍郎，升侍中。
永嘉元年（307年）擢中书令。因之前他和司马炽交厚，故受特殊宠信，专管诏诰草拟。永嘉三年（309年）东海王司马越诬陷他将为乱，将他杀害。

## 延伸阅读
[在维基数据编辑]
 《晉書·卷060》，出自房玄齡《晉書》